# СЕС Старокозаче
Старокозача — фотоелектрична сонячна електростанція поблизу села Старокозаче в Одеській області, збудована групою компаній «Activ Solar».
Планування і будівництво проекту почалося в кінці 2011 року. Компанія створила 350 робочих місць на етапі будівництва терміном на 6 місяців.
Електростанція будувалась у дві черги. Перша піковою потужністю 21,18 МВт, друга — 21,77 МВт.
Загалом на площі 80 гектарів встановлено 185 952 мультикристалічних фотоелектричних модулі, 41 інверторна станція і 621 кілометр кабелю. Компанія використовувала українські компоненти і комплектуючі в проекті. Планове виробництво електроенергії складає 54,1 млн кВт/г на рік. Цього достатньо для забезпечення електроенергією близько 11 000 домогосподарств і дозволяє скоротити викиди вуглекислого газу на 44 000 тонн щороку.
Сонячна електростанція влітку, під час максимальної генерації енергії, видає потужність в інші райони Південно-Західного регіону по лініях 110 кВ «Арциз — Старокозаче» та «Старокозаче — Канал». Це дає змогу зменшити навантаження на міжсистемні лінії зв‘язку і знизити споживання дорогих невідновлюваних енергоресурсів.
Оператор електростанції ТОВ «Франко-Солар».